# Luci Escriboni Libó (tribú)
Luci Escriboni Libó (en llatí: Lucius Scribonius Libo) va ser un magistrat romà del segle iii aC. Formava part de la gens Escribònia, i de la família dels Libó.

## Importància històrica
Procedent d'una família plebea, va ser tribú de la plebs el 216 aC, l'any de la fatal batalla de Cannes en què els romans van ser derrotats per Hanníbal. Va proposar al senat una rogatio per rescatar als presoners romans a canvi de diners, que el senat va rebutjar. Un parent del tribú, també anomenat Luci Escriboni, estava entre els presoners, i Hanníbal l'havia enviat a Roma per negociar els termes del rescat. El mateix any va ser nomenat un dels triumviri mensarii (o triumviri reficiendis aedibus), juntament amb el seu col·lega Marc Minuci Augurí i Luci Emili Pap.
Va ser pare de Luci Escriboni Libó (pretor 204 aC) i ancestre d'Escribònia, segona esposa de l'emperador August.